# Belkovita
La belkovita és un mineral de la classe dels silicats. Rep el nom en honor d'Igor Vladimirovich Bel'kov (1917-1989), mineralogista soviètic, director del Centre Científic de Kola, a Rússia, qui va explorar la Península de Kola.

## Característiques
La belkovita és un silicat de fórmula química Ba₃(Nb,Ti)₆(Si₂O₇)₂O₁₂. Cristal·litza en el sistema hexagonal. La seva duresa a l'escala de Mohs es troba entre 6 i 7.
Segons la classificació de Nickel-Strunz, la belkovita pertany a «09.BE - Estructures de sorosilicats, amb grups Si₂O₇, amb anions addicionals; cations en coordinació octaèdrica [6] i major coordinació» juntament amb els següents minerals: wadsleyita, hennomartinita, lawsonita, noelbensonita, itoigawaïta, ilvaïta, manganilvaïta, suolunita, jaffeïta, fresnoïta, baghdadita, burpalita, cuspidina, hiortdahlita, janhaugita, låvenita, niocalita, normandita, wöhlerita, hiortdahlita I, marianoïta, mosandrita, nacareniobsita-(Ce), götzenita, hainita, rosenbuschita, kochita, dovyrenita, baritolamprofil·lita, ericssonita, lamprofil·lita, ericssonita-2O, seidozerita, nabalamprofil·lita, grenmarita, schüllerita, lileyita, murmanita, epistolita, lomonossovita, vuonnemita, sobolevita, innelita, fosfoinnelita, yoshimuraïta, quadrufita, polifita, bornemanita, xkatulkalita, bafertisita, hejtmanita, bykovaïta, nechelyustovita, delindeïta, bussenita, jinshajiangita, perraultita, surkhobita, karnasurtita-(Ce), perrierita-(Ce), estronciochevkinita, chevkinita-(Ce), poliakovita-(Ce), rengeïta, matsubaraïta, dingdaohengita-(Ce), maoniupingita-(Ce), perrierita-(La), hezuolinita, fersmanita, nasonita, kentrolita, melanotekita, til·leyita, kil·lalaïta, stavelotita-(La), biraïta-(Ce), cervandonita-(Ce) i batisivita.

## Formació i jaciments
Va ser descoberta al massís alcalí-ultrabàsic de Vuoriyarvi, a la regió de Carèlia Septentrional, a l'óblast de Múrmansk, Rússia. També ha estat descrita al proper massís de Sebl'yavr, així com al també jaciment rus Ust'-Biraya, un jaciment de ferro i terres rares que es troba a l'óblast d'Irkutsk. Aquests indrets són els únics de tot el planeta on ha estat descrita aquesta espècie mineral.